# 9737 Dudarova
9737 Dudarova este un asteroid din centura principală de asteroizi.

## Descriere
9737 Dudarova este un asteroid din centura principală de asteroizi. A fost descoperit pe 29 septembrie 1986 la Observatorul de Astrofizică din Crimeea de Liudmila Karacikina. El prezintă o orbită caracterizată de o semiaxă mare de 2,46 ua, o excentricitate de 0,18 și o înclinație de 11,3° în raport cu ecliptica.